# Олений (хребет, Симушир)
Хребет Олений — горный хребет в северной части острова Симушир, входящем в состав островов средней группы Большой гряды Курильских островов. Длина около 12 км.
Водораздельный хребет вытянут с юго-запада на северо-восток. Западную сторону хребта омывает бухта Милая, а с восточную сторону бухта Душная, получается, как будто зажат и расплющен Охотским морем и Тихим океаном.
Самой высокой точкой хребта Олений является одноименная гора Оленья, высота которой составляет 616 метров над уровнем моря.
Северо-восточное окончание хребта сливается с соммой вулкана Уратман. Тогда как юго-западная окончание хребта упирается в вулкан Прево.